# Saint-Jean-de-Marcel
Saint-Jean-de-Marcel (en occitan Sant Joan de Marcelh), connu sous la Révolution sous le nom de Marcel-Haut, est une commune française située dans le nord du département du Tarn, en région Occitanie. Sur le plan historique et culturel, la commune est dans le Ségala, un territoire s'étendant sur les départements du Tarn et de l'Aveyron, constitué de longs plateaux schisteux, morcelés d'étroites vallées.
Exposée à un climat océanique altéré, elle est drainée par le Cérou, le Céroc et par divers autres petits cours d'eau. La commune possède un patrimoine naturel remarquable composé de deux zones naturelles d'intérêt écologique, faunistique et floristique.
Saint-Jean-de-Marcel est une commune rurale qui compte 385 habitants en 2022, après avoir connu un pic de population de 1 108 habitants en 1866. Elle fait partie de l'aire d'attraction d'Albi. Ses habitants sont appelés les Saint-Jeannais ou  Saint-Jeannaises.

## Géographie

### Localisation
Commune du Massif central située dans le Ségala, sur la méridienne verte à l'est de Carmaux.

### Communes limitrophes
Les communes limitrophes sont  Andouque, Crespin, Moularès, Pampelonne, Rosières, Sainte-Gemme et Valderiès.
| Sainte-Gemme | Pampelonne           | Moularès |
| Rosières     | Saint-Jean-de-Marcel | Crespin  |
|              | Valderiès            | Andouque |

### Hydrographie
La commune est dans le bassin de la Garonne, au sein du bassin hydrographique Adour-Garonne. Elle est drainée par le Cérou, le Céroc, Riou Nègre, le ruisseau de Rebouillères et par divers petits cours d'eau, qui constituent un réseau hydrographique de 23 km de longueur totale,.
Le Cérou, d'une longueur totale de 87,1 km, prend sa source dans la commune de Saint-Jean-Delnous et s'écoule d'est en ouest. Il traverse la commune et se jette dans l'Aveyron à Varen, après avoir traversé 23 communes.

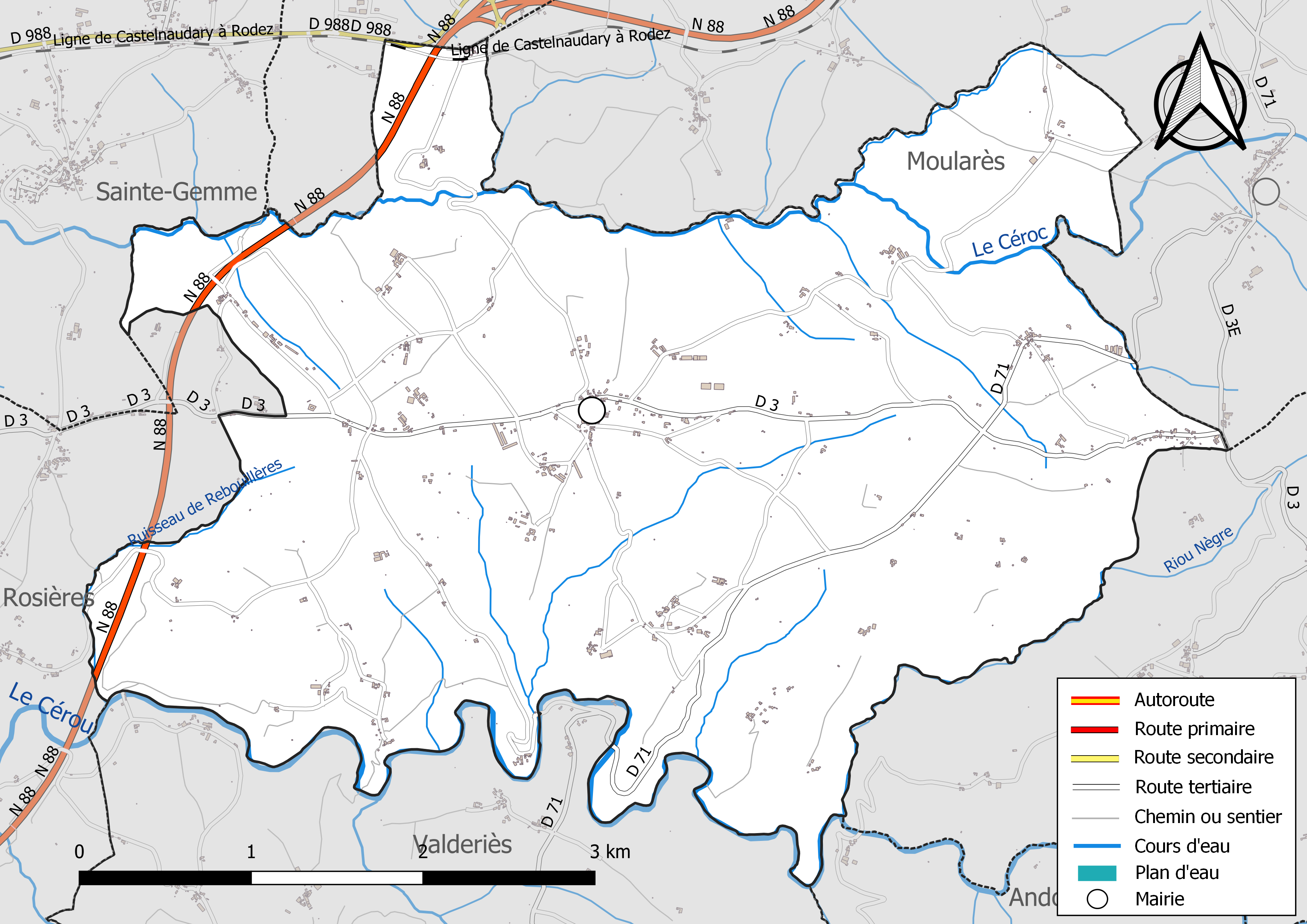
Réseaux hydrographique et routier de Saint-Jean-de-Marcel.

Le Céroc, d'une longueur totale de 17,7 km, prend sa source dans la commune de Moularès et s'écoule d'est en ouest. Il traverse la commune et se jette dans le Cérou à Carmaux, après avoir traversé 6 communes.

### Climat
Pour des articles plus généraux, voir Climat de l'Occitanie et Climat du Tarn.
En 2010, le climat de la commune est de type climat océanique altéré, selon une étude du Centre national de la recherche scientifique s'appuyant sur une série de données couvrant la période 1971-2000. En 2020, Météo-France publie une typologie des climats de la France métropolitaine dans laquelle la commune est toujours exposée à un climat océanique altéré et est dans la région climatique Sud-est du Massif Central, caractérisée par une pluviométrie annuelle de 1 000 à 1 500 mm, minimale en été, maximale en automne.
Pour la période 1971-2000, la température annuelle moyenne est de 12 °C, avec une amplitude thermique annuelle de 15,6 °C. Le cumul annuel moyen de précipitations est de 975 mm, avec 10,6 jours de précipitations en janvier et 6,5 jours en juillet. Pour la période 1991-2020, la température moyenne annuelle observée sur la station météorologique de Météo-France la plus proche, « Tanus », sur la commune de Tanus à 8 km à vol d'oiseau, est de 12,1 °C et le cumul annuel moyen de précipitations est de 866,6 mm. 
La température maximale relevée sur cette station est de 38,9 °C, atteinte le 23 août 2023 ; la température minimale est de −12,7 °C, atteinte le 9 février 2012,,.
Les paramètres climatiques de la commune ont été estimés pour le milieu du siècle (2041-2070) selon différents scénarios d'émission de gaz à effet de serre à partir des nouvelles projections climatiques de référence DRIAS-2020. Ils sont consultables sur un site dédié publié par Météo-France en novembre 2022.

### Milieux naturels et biodiversité
L’inventaire des zones naturelles d'intérêt écologique, faunistique et floristique (ZNIEFF) a pour objectif de réaliser une couverture des zones les plus intéressantes sur le plan écologique, essentiellement dans la perspective d’améliorer la connaissance du patrimoine naturel national et de fournir aux différents décideurs un outil d’aide à la prise en compte de l’environnement dans l’aménagement du territoire.
Une ZNIEFF de type 1 est recensée sur la commune :
la « haute vallée du Cérou » (1 427 ha), couvrant 7 communes du département et une ZNIEFF de type 2, : 
la « haute vallée du Cérou » (3 007 ha), couvrant 13 communes dont deux dans l'Aveyron et 11 dans le Tarn.

Carte des ZNIEFF de type 1 et 2 à Saint-Jean-de-Marcel.
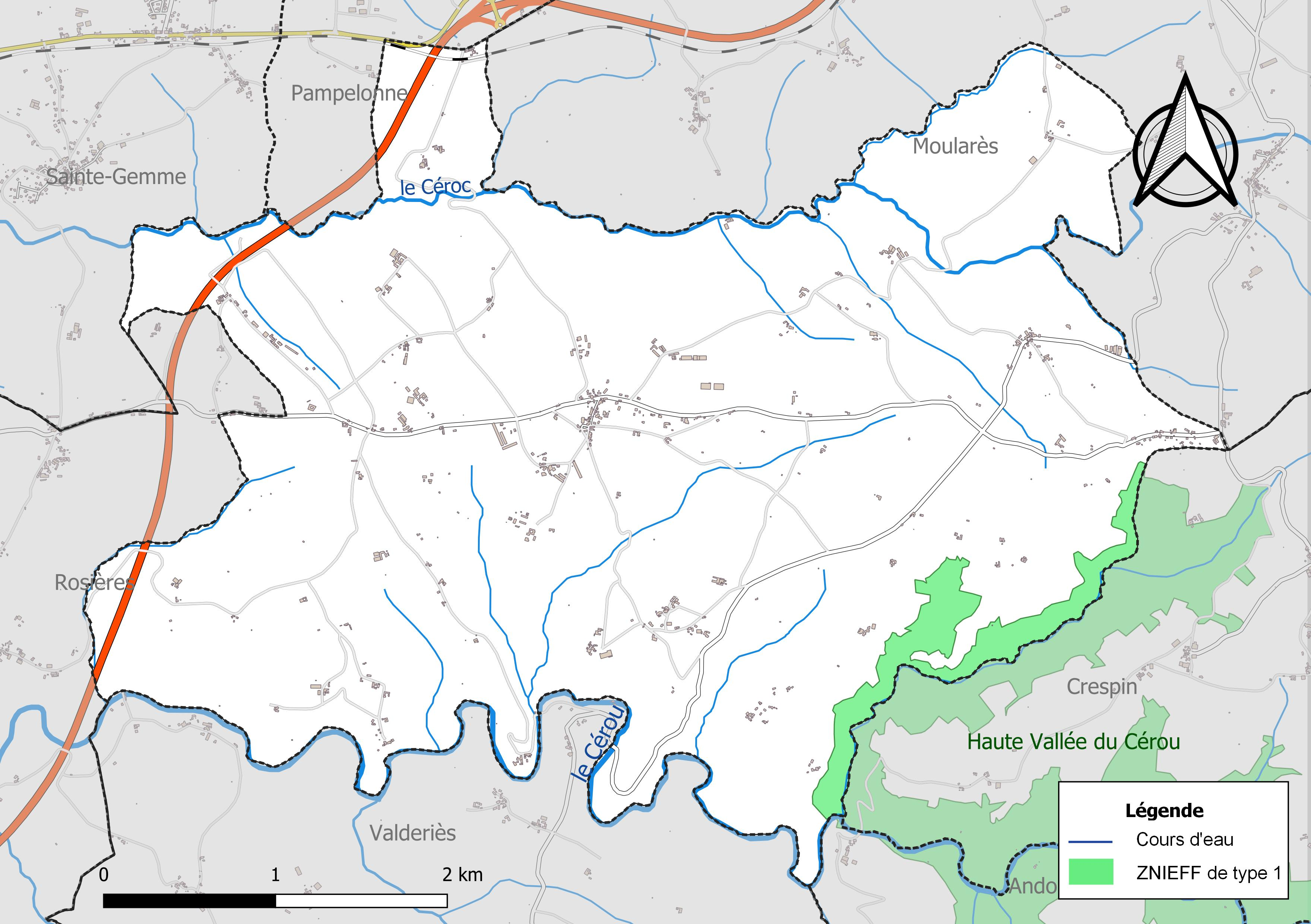
Carte de la ZNIEFF de type 1 sur la commune.
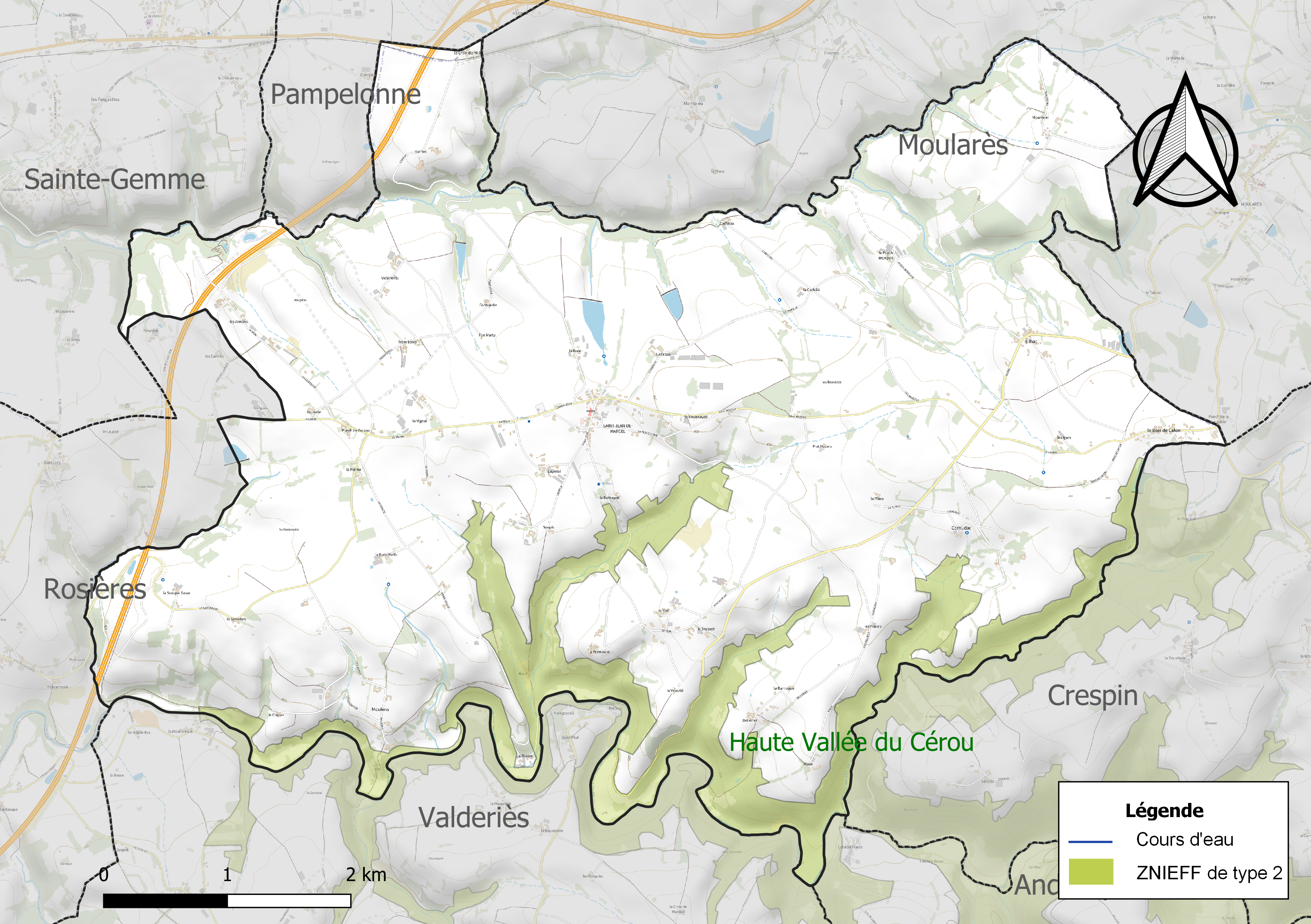
Carte de la ZNIEFF de type 2 sur la commune.

## Urbanisme

### Typologie
Au 1er janvier 2024, Saint-Jean-de-Marcel est catégorisée commune rurale à habitat très dispersé, selon la nouvelle grille communale de densité à sept niveaux définie par l'Insee en 2022.
Elle est située hors unité urbaine. Par ailleurs la commune fait partie de l'aire d'attraction d'Albi, dont elle est une commune de la couronne,. Cette aire, qui regroupe 91 communes, est catégorisée dans les aires de 50 000 à moins de 200 000 habitants,.

### Occupation des sols
L'occupation des sols de la commune, telle qu'elle ressort de la base de données européenne d’occupation biophysique des sols Corine Land Cover (CLC), est marquée par l'importance des territoires agricoles (83,9 % en 2018), une proportion identique à celle de 1990 (83,9 %). La répartition détaillée en 2018 est la suivante : 
terres arables (40,7 %), zones agricoles hétérogènes (36,9 %), forêts (16,1 %), prairies (6,2 %). L'évolution de l’occupation des sols de la commune et de ses infrastructures peut être observée sur les différentes représentations cartographiques du territoire : la carte de Cassini (XVIIIe siècle), la carte d'état-major (1820-1866) et les cartes ou photos aériennes de l'IGN pour la période actuelle (1950 à aujourd'hui).

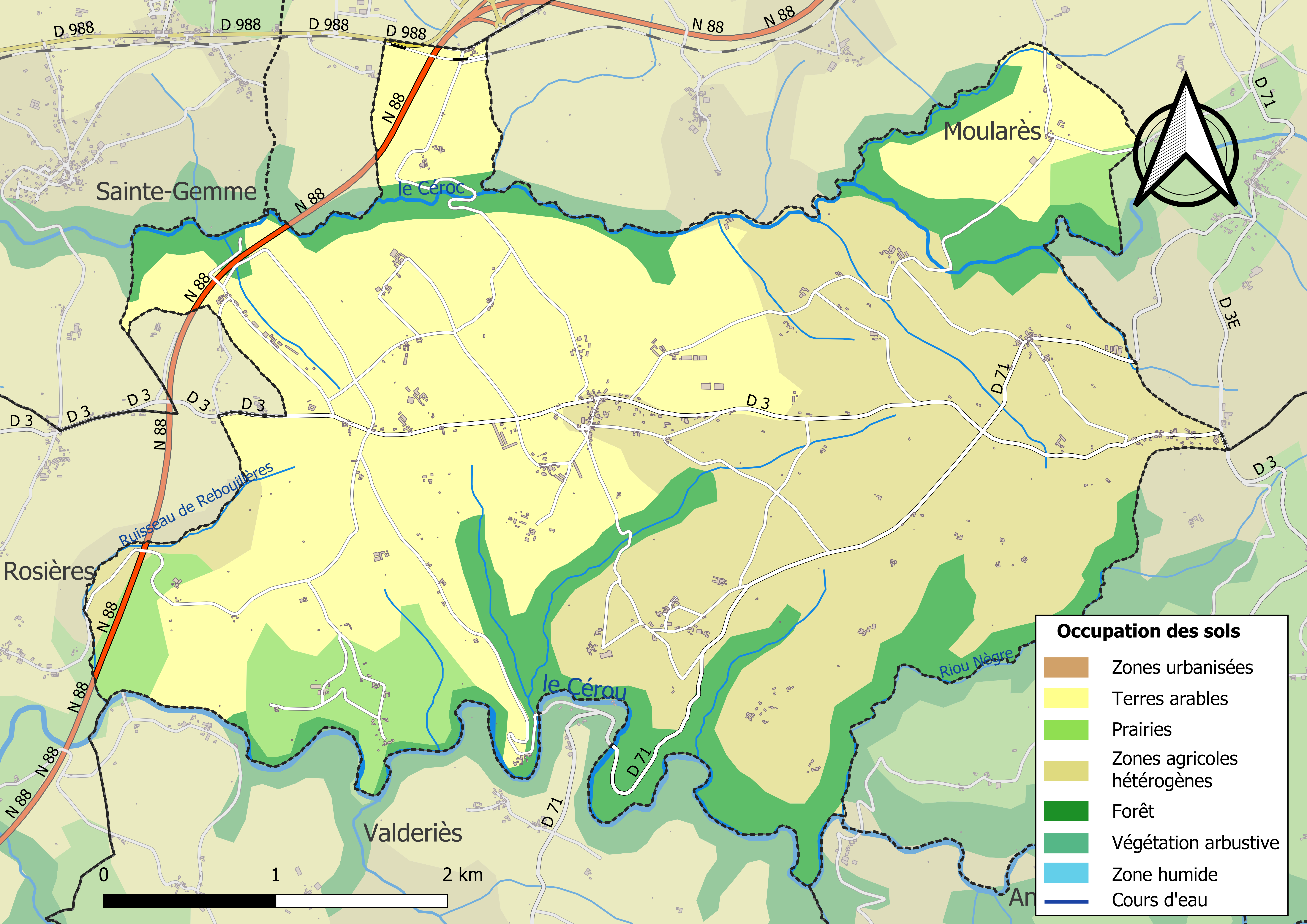
Carte des infrastructures et de l'occupation des sols de la commune en 2018 (CLC).

### Risques majeurs
Le territoire de la commune de Saint-Jean-de-Marcel est vulnérable à différents aléas naturels : météorologiques (tempête, orage, neige, grand froid, canicule ou sécheresse), inondations, feux de forêts, mouvements de terrains et séisme (sismicité très faible). Il est également exposé à deux risques technologiques, le transport de matières dangereuses et la rupture d'un barrage. Un site publié par le BRGM permet d'évaluer simplement et rapidement les risques d'un bien localisé soit par son adresse soit par le numéro de sa parcelle.

#### Risques naturels
Certaines parties du territoire communal sont susceptibles d’être affectées par le risque d’inondation par débordement de cours d'eau, notamment le Cérou et le Céroc. La cartographie des zones inondables en ex-Midi-Pyrénées réalisée dans le cadre du XIe Contrat de plan État-région, visant à informer les citoyens et les décideurs sur le risque d’inondation, est accessible sur le site de la DREAL Occitanie. La commune a été reconnue en état de catastrophe naturelle au titre des dommages causés par les inondations et coulées de boue survenues en 1982,.
Saint-Jean-de-Marcel est exposée au risque de feu de forêt. En 2022, il n'existe pas de Plan de Prévention des Risques incendie de forêt (PPRif). Le débroussaillement aux abords des maisons constitue l’une des meilleures protections pour les particuliers contre le feu,.

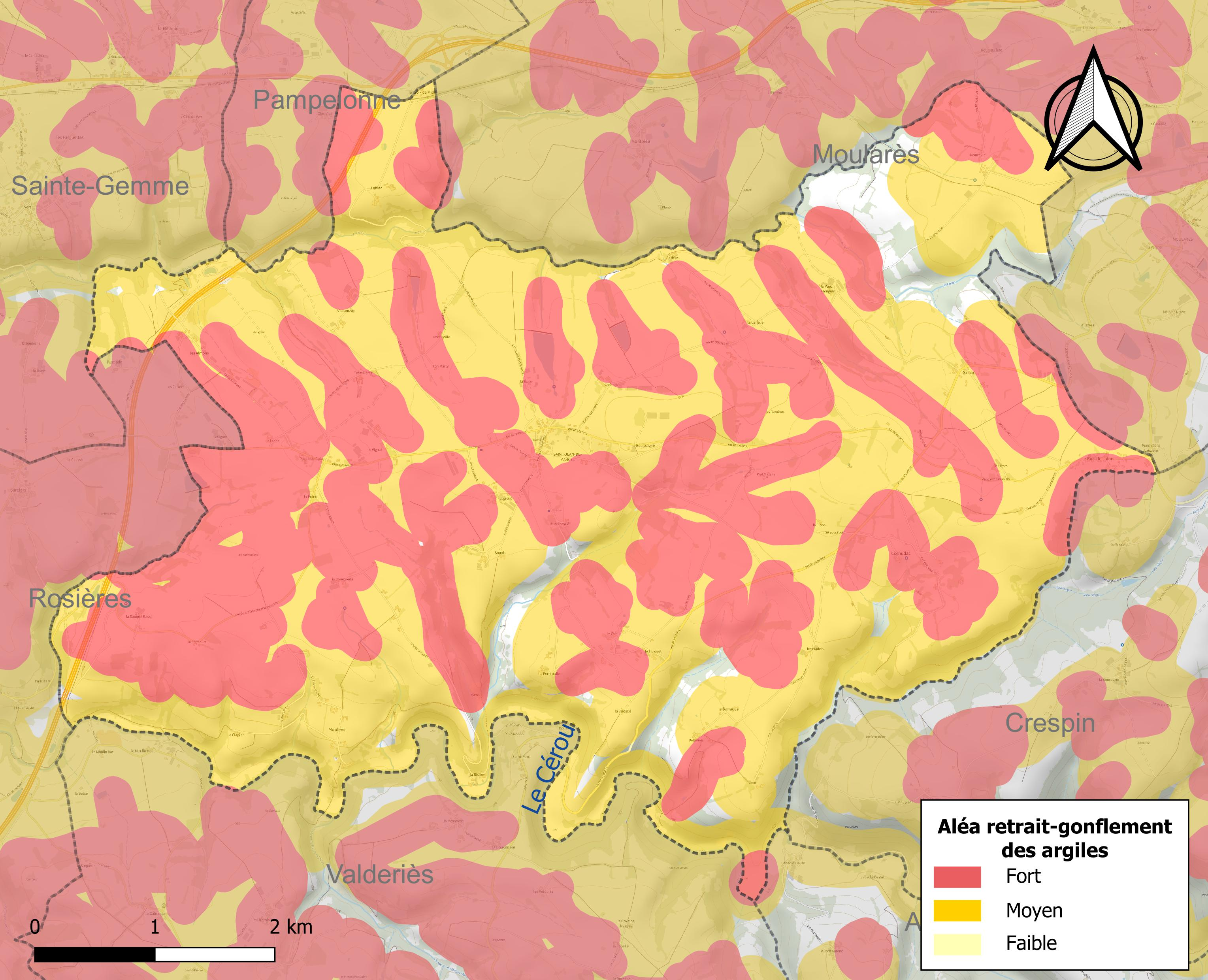
Carte des zones d'aléa retrait-gonflement des sols argileux de Saint-Jean-de-Marcel.

La commune est vulnérable au risque de mouvements de terrains constitué principalement du retrait-gonflement des sols argileux. Cet aléa est susceptible d'engendrer des dommages importants aux bâtiments en cas d’alternance de périodes de sécheresse et de pluie. 95,2 % de la superficie communale est en aléa moyen ou fort (76,3 % au niveau départemental et 48,5 % au niveau national). Sur les 203 bâtiments dénombrés sur la commune en 2019, 203 sont en aléa moyen ou fort, soit 100 %, à comparer aux 90 % au niveau départemental et 54 % au niveau national. Une cartographie de l'exposition du territoire national au retrait gonflement des sols argileux est disponible sur le site du BRGM,.
Par ailleurs, afin de mieux appréhender le risque d’affaissement de terrain, l'inventaire national des cavités souterraines permet de localiser celles situées sur la commune.

#### Risques technologiques
Le risque de transport de matières dangereuses sur la commune est lié à sa traversée par des infrastructures routières ou ferroviaires importantes ou la présence d'une canalisation de transport d'hydrocarbures. Un accident se produisant sur de telles infrastructures est susceptible d’avoir des effets graves sur les biens, les personnes ou l'environnement, selon la nature du matériau transporté. Des dispositions d’urbanisme peuvent être préconisées en conséquence.
La commune est en outre située en aval d'un barrage de classe A. À ce titre elle est susceptible d’être touchée par l’onde de submersion consécutive à la rupture de cet ouvrage.

## Politique et administration
| Période                                  | Période   | Identité        | Étiquette | Qualité |
| ---------------------------------------- | --------- | --------------- | --------- | ------- |
| mars 1977                                | mars 2008 | Robert Andouard | PS        |         |
| mars 2008                                | mai 2016  | Yannick Gombert |           |         |
| juillet 2016                             | mars 2021 | Myriam Vidal    |           |         |
| mars 2021                                | En cours  | Régis Tesson    |           |         |
| Les données manquantes sont à compléter. |           |                 |           |         |

## Démographie
| 1856  | 1861  | 1866  | 1872  | 1876  | 1881  | 1886  | 1891 | 1896 |
| ----- | ----- | ----- | ----- | ----- | ----- | ----- | ---- | ---- |
| 1 028 | 1 088 | 1 108 | 1 070 | 1 070 | 1 066 | 1 020 | 881  | 808  |

| 1901 | 1906 | 1911 | 1921 | 1926 | 1931 | 1936 | 1946 | 1954 |
| ---- | ---- | ---- | ---- | ---- | ---- | ---- | ---- | ---- |
| 739  | 749  | 703  | 611  | 609  | 589  | 550  | 533  | 500  |

| 1962 | 1968 | 1975 | 1982 | 1990 | 1999 | 2005 | 2006 | 2010 |
| ---- | ---- | ---- | ---- | ---- | ---- | ---- | ---- | ---- |
| 519  | 444  | 412  | 371  | 361  | 328  | 320  | 317  | 367  |

| 2015 | 2020 | 2022 | - | - | - | - | - | - |
| ---- | ---- | ---- | - | - | - | - | - | - |
| 365  | 380  | 385  | - | - | - | - | - | - |

## Économie

### Revenus
En 2018, la commune compte 148 ménages fiscaux, regroupant 359 personnes. La médiane du revenu disponible par unité de consommation est de 19 100 € (20 400 € dans le département).

### Emploi
|                | 2008  | 2013   | 2018  |
| -------------- | ----- | ------ | ----- |
| Commune        | 6,5 % | 11,9 % | 7,8 % |
| Département    | 8,2 % | 9,9 %  | 10 %  |
| France entière | 8,3 % | 10 %   | 10 %  |

En 2018, la population âgée de 15 à 64 ans s'élève à 202 personnes, parmi lesquelles on compte 76,2 % d'actifs (68,4 % ayant un emploi et 7,8 % de chômeurs) et 23,8 % d'inactifs,. Depuis 2008, le taux de chômage communal (au sens du recensement) des 15-64 ans est inférieur à celui de la France et du département.
La commune fait partie de la couronne de l'aire d'attraction d'Albi, du fait qu'au moins 15 % des actifs travaillent dans le pôle,. Elle compte 43 emplois en 2018, contre 66 en 2013 et 48 en 2008. Le nombre d'actifs ayant un emploi résidant dans la commune est de 147, soit un indicateur de concentration d'emploi de 29,6 % et un taux d'activité parmi les 15 ans ou plus de 54 %.
Sur ces 147 actifs de 15 ans ou plus ayant un emploi, 29 travaillent dans la commune, soit 20 % des habitants. Pour se rendre au travail, 87,3 % des habitants utilisent un véhicule personnel ou de fonction à quatre roues, 0,7 % les transports en commun, 3,4 % s'y rendent en deux-roues, à vélo ou à pied et 8,7 % n'ont pas besoin de transport (travail au domicile).

### Activités hors agriculture
25 établissements sont implantés  à Saint-Jean-de-Marcel au 31 décembre 2019.
Le secteur du commerce de gros et de détail, des transports, de l'hébergement et de la restauration est prépondérant sur la commune puisqu'il représente 28 % du nombre total d'établissements de la commune (7 sur les 25 entreprises implantées  à Saint-Jean-de-Marcel), contre 26,7 % au niveau départemental.

### Agriculture
La commune est dans le Segala, une petite région agricole située dans le nord-est du département du Tarn. C’est la relative pauvreté du sol de cette région où ne poussait jadis que le seigle qui a donné son nom à cette aire géographique. Situé en moyenne altitude, le Ségala s’étend sur des territoires vallonnés et riches en schiste. En 2020, l'orientation technico-économique de l'agriculture  sur la commune est la combinaisons de granivores (porcins, volailles).
|               | 1988  | 2000  | 2010 | 2020 |
| ------------- | ----- | ----- | ---- | ---- |
| Exploitations | 62    | 32    | 30   | 27   |
| SAU (ha)      | 1 518 | 1 371 | 991  | 841  |

Le nombre d'exploitations agricoles en activité et ayant leur siège dans la commune est passé de 62 lors du recensement agricole de 1988  à 32 en 2000 puis à 30 en 2010 et enfin à 27 en 2020, soit une baisse de 56 % en 32 ans. Le même mouvement est observé à l'échelle du département qui a perdu pendant cette période 58 % de ses exploitations,. La surface agricole utilisée sur la commune a également diminué, passant de 1 518 ha en 1988 à 841 ha en 2020. Parallèlement la surface agricole utilisée moyenne par exploitation a augmenté, passant de 24 à 31 ha.

## Culture locale et patrimoine

### Lieux et monuments
- Église Saint-Jean-Baptiste de Saint-Jean-de-Marcel.

### Personnalités liées à la commune
- Ernest Frayssinet, né le 5 juillet 1901 à Saint-Jean-de-Marcel. Il a été membre de l'équipe de France olympique de rugby qui disputa les Jeux olympiques de Paris en 1924. Il a été également finaliste du championnat de France de rugby à XV 1931-1932 avec Narbonne. Il jouait troisième ligne centre (1,82 m, 82 kg). Clubs : Narbonne, Albi, Narbonne, Dijon[41].